# Islote Alectoria
El islote Alectoria es una pequeña isla, de poca altitud, y con dos kilómetros de largo. Se sitúa en aguas del canal Príncipe Gustavo, frente a la isla James Ross, en el extremo norte de la península Antártica. Se encuentra a aproximadamente un kilómetro del frente del glaciar Aitkenhead de la península Trinidad. Es un islote acantilado y libre de hielo en sus laderas.

## Historia y toponimia
Fue descubierta en agosto de 1945 por el British Antarctic Survey (BAS), y cartografiada por un equipo que partió desde la base D en bahía Esperanza. Recibió su nombre por la presencia de líquenes de la especie Alectoria antarctica. La toponimia antártica de Argentina y Chile mantuvieron el nombre.

## Reclamaciones territoriales
Argentina incluye al islote en el departamento Antártida Argentina dentro de la provincia de Tierra del Fuego, Antártida e Islas del Atlántico Sur; para Chile forma parte de la comuna Antártica de la provincia Antártica Chilena dentro de la Región de Magallanes y de la Antártica Chilena; y para el Reino Unido integra el Territorio Antártico Británico. Las tres reclamaciones están sujetas a las disposiciones del Tratado Antártico.
Nomenclatura de los países reclamantes:
- Argentina: islote Alectoria[5][6]
- Chile: islote Alectoria[3]
- Reino Unido: Alectoria Island[4]